# Канальный ядерный реактор
Кана́льный я́дерный реа́ктор — ядерный реактор, активная зона которого представляет собой набор т. н. технологических каналов, расположенных в массе замедлителя. Каждый канал представляет собой герметичную конструкцию, в которой заключено либо ядерное топливо, либо системы управления и защиты, а также каналы для прокачки теплоносителя. Технологические каналы не зависят друг от друга и допускают замену топлива без остановки реактора.

## Описание
Первая в мире Обнинская АЭС была оснащена канальным реактором.
В настоящее время в России находятся в эксплуатации канальные кипящие энергетические реакторы марки РБМК и 4 компактных маломощных блока типа ЭГП-6 на Билибинской АЭС. Канада имеет опыт применения и экспорта реакторов типа CANDU. Канальная структура также свойственна промышленным реакторам для наработки плутония.

## Преимущества
- Отсутствие общего герметичного корпуса высокого давления, и, как следствие, менее жёсткие ограничения на размер активной зоны и мощность реактора.
- Перезагрузка топлива и обслуживание сборок и датчиков без остановки реактора.
- Относительная простота доработок вследствие модульности структуры и оперативной доступности элементов.

## Недостатки
- Присутствие в активной зоне большого количества конструкционных материалов, поглощающих нейтроны и теряющих, вследствие этого, эксплуатационные свойства.
  - Следствием становится, в том числе, и продольное растрескивание сборок с прогибом проложенного внутри них топливного канала.[3] Актуально для реакторов с графитовыми сборками и большой длиной технологических каналов; пример — РБМК.
- Теоретически: необходимость использования ядерного топлива с высоким обогащением. На практике, в связи со спецификой используемых замедлителей, корпусные ВВЭР требуют бо́льшего обогащения, чем канальные РБМК. Реакторы CANDU могут использовать топливо без обогащения, т.е. природный уран.
- Положительный температурный коэффициент реактивности, который, при неправильной эксплуатации, может привести к неконтролируемому увеличению мощности. Данный недостаток стал одной из причин аварии на Чернобыльской АЭС.
- Постоянный фреттинговый износ сборок в процессе термической и накопленной ионизационной деформации[4], не несущий эксплуатационной опасности сам по себе, но допускающий повреждение сборок при попадании в теплообменную среду крупнодисперсной фракции[5] (вследствие чего возникают возможность разгерметизации ТВЭЛов и, в дальнейшем, сложность извлечения значительно повреждённых сборок).

В современном мире проблемой также являются малая распространённость и накопленный высокий износ находящихся в длительной эксплуатации канальных реакторов.
Из недостатков непосредственных реализаций РБМК И ЭГП-6 — единственный общий контур циркуляции теплоносителя, не разделённый на контуры реактора и турбины с парогенератором между ними; В то же время одноконтурная система достаточно распространена и в связке с корпусными реакторами (как пример — реакторы BWR). АЭС на основе канальных реакторов CANDU имеют два контура циркуляции.